# Four Nations 2011
Die Four Nations 2011 waren die dritte Ausgabe des Rugby-League-Turniers Four Nations und wurden in England und Wales ausgetragen. Als vierte Nation qualifizierte sich Wales, der Gewinner des European Nations Cup 2010. Im Finale gewann Australien 30:8 gegen England und gewann damit die Four Nations zum zweiten Mal.

## Austragungsorte
| Stadt      | Stadion                 | Kapazität |
| ---------- | ----------------------- | --------- |
| Hull       | KC Stadium              | 25.400    |
| Leeds      | Elland Road             | 37.890    |
| Leigh      | Leigh Sports Village    | 11.000    |
| London     | Wembley Stadium         | 90.000    |
| Warrington | Halliwell Jones Stadium | 13.200    |
| Wrexham    | Racecourse Ground       | 15.771    |

## Tabelle
|     | Team       | Spiele | Siege | Unent. | Ndlg. | Spiel- punkte | Diff. | Tabellen- punkte |
| --- | ---------- | ------ | ----- | ------ | ----- | ------------- | ----- | ---------------- |
| 01. | Australien | 3      | 3     | 0      | 0     | 118:46        | + 72  | 6                |
| 02. | England    | 3      | 2     | 0      | 1     | 90:46         | + 44  | 4                |
| 03. | Neuseeland | 3      | 1     | 0      | 2     | 54:54         | ± 0   | 2                |
| 04. | Wales      | 3      | 0     | 0      | 3     | 18:134        | - 116 | 0                |

## Ergebnisse

### Runde 1
| 28. Oktober 20:00 | Australien | 26 : 12        | Neuseeland                                                                    | Halliwell Jones Stadium, Warrington Zuschauer: 12.491 Schiedsrichter: Phil Bentham |
| 28. Oktober 20:00 | Versuche: Scott 3. erh. Williams 29. erh. Thurston 37. n.erh. Boyd 65. erh. Uate 77. n.erh. Erhöhungen: Thurston (3/5) | (16:0) Bericht | Versuche: Nightingale 48. erh. Faifai Loa 56. erh. Erhöhungen: Marshall (2/2) | Halliwell Jones Stadium, Warrington Zuschauer: 12.491 Schiedsrichter: Phil Bentham |

| 29. Oktober 14:30 | England | 42 : 4         | Wales                     | Leigh Sports Village, Leigh Zuschauer: 10.377 Schiedsrichter: Henry Perenara |
| 29. Oktober 14:30 | Versuche: Tomkins 1. n.erh., 16. erh., 50. erh., 59. erh. Yeaman 22. n.erh. Reed 54. n.erh. Heighington 76. erh. Widdop 80. erh. Erhöhungen: Sinfield (5/8) | (14:0) Bericht | Versuche: Kear 66. n.erh. | Leigh Sports Village, Leigh Zuschauer: 10.377 Schiedsrichter: Henry Perenara |

### Runde 2
| 5. November 13:00 | Wales | 0 : 36         | Neuseeland | Wembley Stadium, London Zuschauer: 42.344 Schiedsrichter: Matt Cecchin |
| 5. November 13:00 |       | (0:26) Bericht | Versuche: Manu 20. erh., 32. erh. Beale 39. erh., 62. n.erh. Nightingale 5. n.erh. Locke 13. n.erh. Fien 75. erh. Erhöhungen: Marshall (4/7) | Wembley Stadium, London Zuschauer: 42.344 Schiedsrichter: Matt Cecchin |

| 5. November 15:30 | England                                                                                             | 20 : 36        | Australien | Wembley Stadium, London Zuschauer: 42.344 Schiedsrichter: Henry Perenara |
| 5. November 15:30 | Versuche: Hall 11. n.erh., 40. n.erh. Reed 60. erh. Heighington 77. erh. Erhöhungen: Sinfield (2/4) | (8:12) Bericht | Versuche: Lewis 17. erh. Williams 30. erh. Inglis 44. erh. Gallen 53. erh. Boyd 73. erh. Lawrence 79. erh. Erhöhungen: Thurston (6/6) | Wembley Stadium, London Zuschauer: 42.344 Schiedsrichter: Henry Perenara |

### Runde 3
| 12. November 18:00 | England | 28 : 6        | Neuseeland                                                | KC Stadium, Hull Zuschauer: 23.447 Schiedsrichter: Matt Cecchin |
| 12. November 18:00 | Versuche: Briscoe 27. erh. Hall 45. erh. Graham 73. erh. Tomkins 78. erh. Erhöhungen: Sinfield (4/4) Straftritte: Sinfield (2/2) 39., 66. | (8:0) Bericht | Versuche: Nightingale 64. erh. Erhöhungen: Marshall (1/1) | KC Stadium, Hull Zuschauer: 23.447 Schiedsrichter: Matt Cecchin |

| 13. November 17:45 | Wales                                                                                 | 14 : 56        | Australien | Racecourse Ground, Wrexham Zuschauer: 5.233 Schiedsrichter: Phil Bentham |
| 13. November 17:45 | Versuche: Williams 10. n.erh. Kear 14. n.erh. James 49. erh. Erhöhungen: Briers (1/3) | (8:18) Bericht | Versuche: Cronk 38. erh., 40. erh., 69. erh. Smith 25. erh. Cherry-Evans 41. erh. Boyd 45. erh. Thurston 59. erh. Inglis 63. erh. Yow Yeh 66. n.erh. Morris 73. n.erh. Erhöhungen: Thurston (8/9) | Racecourse Ground, Wrexham Zuschauer: 5.233 Schiedsrichter: Phil Bentham |

## Finale
| 19. November 18:00 | England                                                                            | 8 : 30        | Australien | Elland Road, Leeds Zuschauer: 34.147 Schiedsrichter: Matt Cecchin |
| 19. November 18:00 | Versuche: Hall 36. erh. Erhöhungen: Sinfield (1/1) Straftritte: Sinfield (1/1) 52. | (6:8) Bericht | Versuche: Thaiday 4. erh. Yow Yeh 57. erh. Thurston 63. erh. Inglis 69. erh. Lockyer 80. n.erh. Erhöhungen: Thurston (4/4) Straftritte: Thurston (1/1) 40. | Elland Road, Leeds Zuschauer: 34.147 Schiedsrichter: Matt Cecchin |

| 1                  | Sam Tomkins          |
| 2                  | Ryan Hall            |
| 3                  | Jack Reed            |
| 4                  | Kirk Yeaman          |
| 5                  | Tom Briscoe          |
| 6                  | Kevin Sinfield       |
| 7                  | Rangi Chase          |
| 8                  | James Graham         |
| 9                  | James Roby           |
| 10                 | Jamie Peacock        |
| 11                 | Jon Wilkin           |
| 12                 | Gareth Ellis         |
| 13                 | Ben Westwood         |
| Auswechselspieler: |                      |
| 14                 | Gareth Widdop        |
| 15                 | Adrian Morley        |
| 16                 | Jamie Jones-Buchanan |
| 17                 | Gareth Carvell       |

| 1                  | Darius Boyd        |
| 2                  | Akuila Uate        |
| 3                  | Greg Inglis        |
| 4                  | Chris Lawrence     |
| 5                  | Jharal Yow Yeh     |
| 6                  | Darren Lockyer     |
| 7                  | Johnathan Thurston |
| 10                 | Matthew Scott      |
| 9                  | Cameron Smith      |
| 16                 | David Shillington  |
| 11                 | Luke Lewis         |
| 12                 | Sam Thaiday        |
| 8                  | Paul Gallen        |
| Auswechselspieler: |                    |
| 13                 | Anthony Watmough   |
| 14                 | Cooper Cronk       |
| 15                 | Keith Galloway     |
| 17                 | Tony Williams      |